# Usine Malichev
 (juillet 2019).
Si vous disposez d'ouvrages ou d'articles de référence ou si vous connaissez des sites web de qualité traitant du thème abordé ici, merci de compléter l'article en donnant les références utiles à sa vérifiabilité et en les liant à la section « Notes et références ».
L’Usine Malichev est une usine du raïon Slobidsky de la ville de Kharkiv (Kharkov) de la RSS d'Ukraine, l'actuel État d'Ukraine. Le 14 octobre 1937, elle reçut l'ordre de construire un successeur au char BT-7, le char T-34 en étant le résultat. Ce char est emblématique de la victoire de l'URSS sur l'Allemagne nazie. Le premier char construit dans cette usine est le char T-24 qui n'a jamais connu les combats.

## Historique
Fondée en 1895 comme Atelier de locomotives de Kharkov, elle est rebaptisée « Atelier Komintern de locomotives de Kharkov » en 1928, avant de devenir une usine d'armement en 1936 :  l’Atelier 183 (Zavod No. 183). Au début de l’opération Barbarossa (juin 1941), il faut la transférer plus à l'est par suite de l'avance rapide des Allemands. Au cours des quatre premiers mois de guerre, l'URSS parvient à évacuer 18 millions d'hommes et 2 500 usines vers ses territoires d'Asie ; l'Atelier d'armement 183 se retrouve ainsi à Nijni Taguil, au cœur de l'Oural. Par regroupement avec Ouralvagonzavod, elle y forme l’Usine de blindés de l'Oural no 183,. Elle reçoit en 1957 son nom actuel, en hommage à Viatcheslav Malychev.
Outre divers prototypes de locomotives, de tracteurs et de blindés, elle a également produit le transporteur polaire Kharkovchanka.